# جامعة بابل للعلوم الطبية
جامعة بابل للعلوم الطبيّة وتُكتب في بعض المصادر جامعة بابل للعلوم الطبية (بالفارسية: دانشگاه علوم پزشکی بابل) هي جامعة العلوم في مدينة بابل، مازندران محافظة، إيران. تأسست كمدرسة لفنيي المختبرات عام 1962، وارتقيت إلى مرتبة الجامعة عام 1985. لديها أكثر من 3700 طالب مسجل في جميع الكليات. تدير الجامعة سبعة مستشفيات.

## المدارس
- كلية الطب (تأسست عام 1992)،
- مدرسة التمريض والقبالة (تأسست عام 2017)
- كلية طب الأسنان (تأسست عام 1993)،
- مدرسة الصحة (تأسست 2018)
- مدرسة المساعدين الطبيين (تأسست عام 1962)
- مدرسة الطب التقليدي (تأسست عام 2016)
- مدرسة إعادة التأهيل (تأسست عام 2016)
- مدرسة التمريض (رامسار)
- معهد البحوث الصحية (تأسس عام 2016)

كلية طب الأسنان هي واحدة من مدرستين فقط في إيران تدربان الطلاب للحصول على درجات الزمالة في تمريض الأسنان.

## مراكز البحوث
1. مركز أبحاث الأحياء الخلوية والجزيئية
2. مركز أبحاث أمراض الأطفال غير المعدية
3. مركز أبحاث العقم والصحة الإنجابية
4. مركز بحوث الأمراض المعدية وطب المناطق الحارة
5. مركز أبحاث مواد طب الأسنان
6. المحددات الاجتماعية لمركز البحوث الصحية
7. مركز أبحاث ضعف الحركة
8. مركز ابحاث السرطان
9. مركز أبحاث صحة الفم
10. مركز بحوث الطب التقليدي وتاريخ العلوم الطبية
11. مركز أبحاث رعاية التمريض
12. مركز أبحاث علم الأعصاب
13. مركز أبحاث المناعة

## المجلات الدولية
1. مجلة قزوين لأبحاث الأسنان
2. مجلة قزوين للطب الباطني
3. مجلة قزوين لطب الأطفال
4. مجلة قزوين للطب التناسلي
5. مجلة قزوين السينتوميتريكس
6. البحث الحالي في العلوم الطبية
7. المجلة الدولية للطب الجزيئي والخلوي
8. مجلة جامعة بابول. من Med. علوم.

## المستشفيات الحكومية
1. مستشفى يحيى نجاد (1928)
2. مستشفى أميركولا للأطفال (1961)
3. مستشفى بهشتي (1985)
4. مستشفى روحاني (2006)
5. مستشفى الرجاء (1985)
6. مستشفى فاطمة الصحراء (1996)
7. 17 مستشفى شهريفار (1986)

## روابط خارجية
- الموقع الرسمي